# Фикус кистевидный
Фикус кистевидный (лат. Ficus racemosa) — дерево семейства Тутовые, произрастающее в Австралии, Юго-Восточной Азии и Индии.
В Северной Австралии растения служит пищей для личинок бабочки Euploea sylvester.
Фикус кистевидный в индуизме и буддизме считается священным растением.
Во Вьетнаме употребляется в пищу; на юге страны является одним из традиционных фруктов для украшения новогоднего алтаря.